# Liste der Naturdenkmale in Quirnbach (Westerwald)
Die Liste der Naturdenkmale in Quirnbach nennt die im Gemeindegebiet von Quirnbach ausgewiesenen Naturdenkmale (Stand 13. Juni 2024).

## Naturdenkmale
| Nr.         | Bezeichnung                      | Lage                         | Beschreibung       | Bild            |
| ----------- | -------------------------------- | ---------------------------- | ------------------ | --------------- |
| ND-7143-484 | Esche neben dem kleinen Saynbach | Talweg, gegenüber Nr. 3 Lage | Fraxinus excelsior | Fotos hochladen |

## Ehemalige Naturdenkmale
| Nr. | Bezeichnung             | Lage                            | Beschreibung                                                                | Bild                                    |
| --- | ----------------------- | ------------------------------- | --------------------------------------------------------------------------- | --------------------------------------- |
|     | Felsenwand              | Lindenweg Lage                  | Wand aus Basaltsäulen, 100 m lang und 5 m hoch; Rechtsverordnung aufgehoben | Direkt Bild zu diesem Denkmal hochladen |
|     | Winterlinde am Ortsrand | Lindenweg, gegenüber Nr. 3 Lage | Tilia cordata; Rechtsverordnung aufgehoben                                  | Direkt Bild zu diesem Denkmal hochladen |